# Mehl-Mülhens-Rennen – German 2000 Guineas

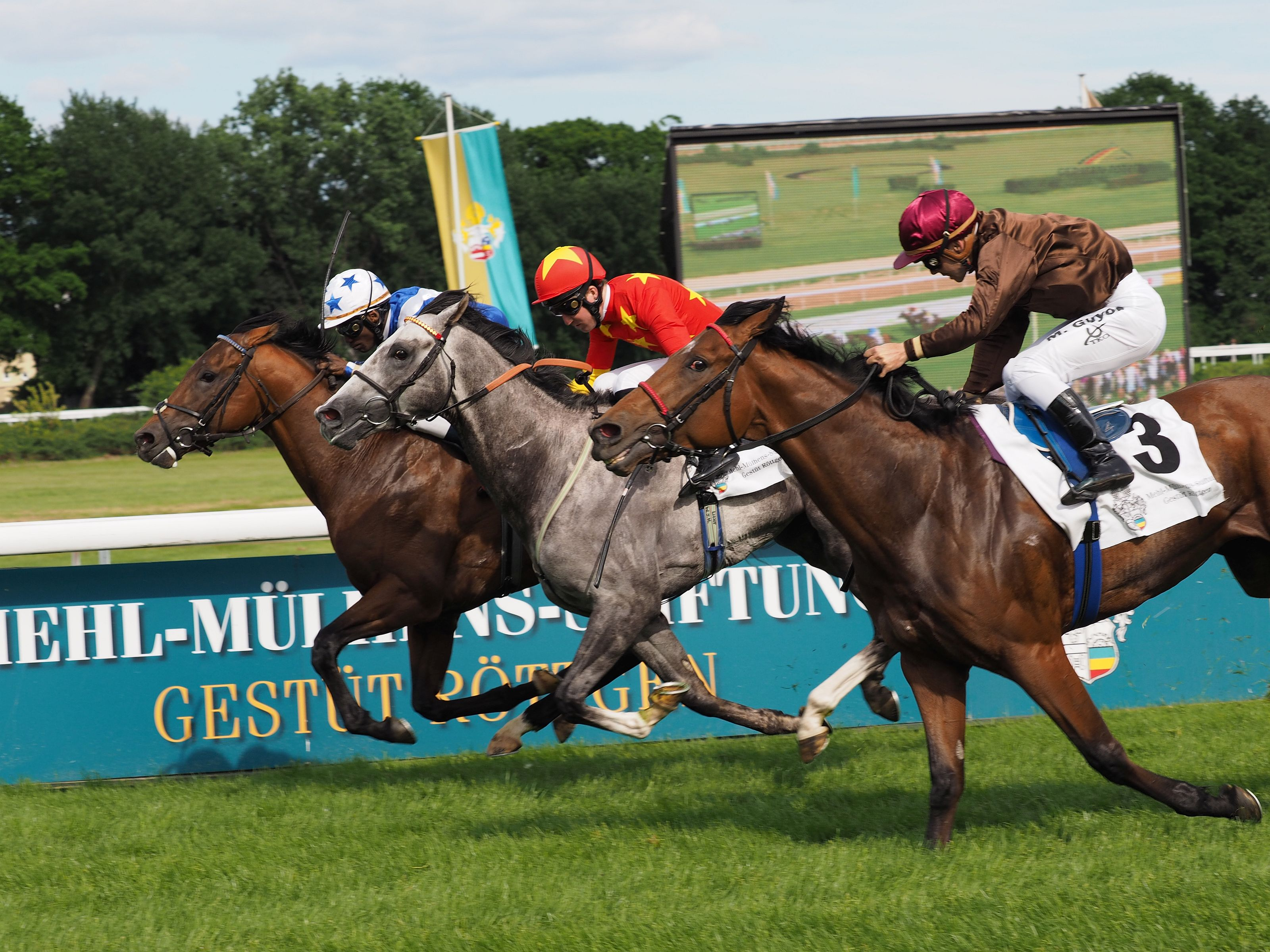
Zieleinlauf des Mehl-Mülhens-Rennen 2017

Das Mehl-Mülhens-Rennen (auch German 2000 Guineas) ist ein Pferderennen über 1.600 m für dreijährige Hengste und Stuten, das jährlich in Köln stattfindet. Es ist benannt nach Maria Mehl-Mülhens. Bis 1985 trug es den Namen Henckel-Rennen. Es bildet zusammen mit dem Deutschen Derby und dem Deutschen St. Leger die sogenannte Dreifache Krone.

## Geschichte
1871 fand das erste von den Grafen Henckel von Donnersmarck gestiftete Henckel-Rennen statt. Das Rennen wurde 1871–1917 und 1923–1944 in Hoppegarten ausgetragen, dazwischen in Berlin-Grunewald. Nach dem Zweiten Weltkrieg fand es jeweils einmal in Düsseldorf (1947), Köln (1948) und Dortmund (1949) statt. Von 1950 bis 1985 wurde das Rennen vom Gelsenkirchener Rennverein in Gelsenkirchen ausgetragen. Seit 1972 ist das Henckel-Rennen ein Gruppe II-Rennen. Der Gelsenkirchener Rennverein kam jedoch als Veranstalter des sponsorlosen Rennens in wirtschaftliche Schwierigkeiten.
1985 starb Maria Mehl-Mülhens, die Tochter von Peter Paul Mülhens, dem Gründer des seit 1924 bestehenden Vollblutgestüts Röttgen. Sie hatte zur Sicherung ihres Lebenswerks eine Stiftung errichtet, deren Vertrag festlegt, dass in Köln ein Rennen für dreijährige Pferde gelaufen werden soll, das den Namen Mehl-Mülhens trägt. Ab 1986 wurde das Rennen nun nicht mehr als Memorial für eine alte schlesische Adelsfamilie gelaufen, sondern zur Erinnerung an eine Grande Dame des deutschen und europäischen Vollblutsports. Peter Paul Mülhens hatte 1924 das Gestüt Röttgen in Heumar unweit von Köln gegründet, es zählt zu den bedeutendsten Vollblutgestüten Deutschlands. Bereits 1932 konnte er mit Palastpage seinen ersten Derbysieger vom Geläuf abholen. Der Hengst Star Appeal wurde in der damaligen irischen Dependance des Gestüt Röttgens, dem Baronrath Stud, gezogen, wurde in Irland trainiert und lief dort bis zum Ende der Dreijährigen-Saison in Rennen. Star Appeal, der in den Farben von Waldemar Zeitelhack lief, gewann 1975 als erstes und lange Zeit einziges deutsches Pferd den Prix de l’Arc de Triomphe.

## Sieger
| Jahr | Pferd              | Geschlecht  | Besitzer                                         | Jockey              | Trainer                    | Zeit        | Distanz     | Preisgeld   | Status      | Name des Rennens                          |
| ---- | ------------------ | ----------- | ------------------------------------------------ | ------------------- | -------------------------- | ----------- | ----------- | ----------- | ----------- | ----------------------------------------- |
| 2023 | Angers             | H           | Uranie S.A.R.L.                                  | Andrea Atzeni       | Mario Baratti              | 1:33,83     | 1600        | 153000      | GR 2        | Mehl-Mülhens-Rennen – German 2000 Guineas |
| 2022 | Maljoom            | H           | Sheikh Ahmed al Maktoum                          | Stephen Donohoe     | W.J. Haggas                | 1:35,85     | 1600        | 153000      | GR 2        | Mehl-Mülhens-Rennen – German 2000 Guineas |
| 2021 | Mythico            | H           | Stall tmb                                        | Rene Piechulek      | Jean-Pierre Carvalho       | 1:36,63     | 1600        | 100000      | GR 2        | Mehl-Mülhens-Rennen – German 2000 Guineas |
| 2020 | Fearless King      | H           | Stall Salzburg                                   | Rene Piechulek      | Sarah Steinberg            | 1:34,85     | 1600        | 76500       | GR 2        | Mehl-Mülhens-Rennen – German 2000 Guineas |
| 2019 | Fox Champion       | H           | King Power Racing Co.Ltd.                        | Oisin Murphy        | Richard Hannon jun.        | 1:37,87     | 1600        | 153000      | GR 2        | Mehl-Mülhens-Rennen – German 2000 Guineas |
| 2018 | Ancient Spirit     | H           | Stall Ullmann                                    | Filip Minarik       | Jean-Pierre Carvalho       | 1:34,98     | 1600        | 153000      | GR 2        | Mehl-Mülhens-Rennen – German 2000 Guineas |
| 2017 | Poetic Dream       | H           | Jaber Abdullah                                   | Eduardo Pedroza     | Andreas Wöhler             | 1:34,8      | 1600        | 153000      | GR 2        | Mehl-Mülhens-Rennen – German 2000 Guineas |
| 2016 | Knife Edge         | H           | Mrs John Magnier & Michael Tabor & Derrick Smith | Ryan Moore          | Marco Botti                | 1:34,3      | 1600        | 153000      | GR 2        | Mehl-Mülhens-Rennen – German 2000 Guineas |
| 2015 | Karpino            | H           | Pearl Bloodstock Ltd                             | Oisin Murphy        | Andreas Wöhler             | 1:34,0      | 1600        | 153000      | GR 2        | Mehl-Mülhens-Rennen – German 2000 Guineas |
| 2014 | Lucky Lion         | H           | Gestüt Winterhauch                               | Ioritz Mendizabal   | Andreas Lowe               | 1:35,1      | 1600        | 153000      | GR 2        | Mehl-Mülhens-Rennen – German 2000 Guineas |
| 2013 | Peace At Last      | H           | Guy Heald                                        | Fabrice Veron       | H-A Pantall                | 1:36,0      | 1600        | 153000      | GR 2        | Mehl-Mülhens-Rennen – German 2000 Guineas |
| 2012 | Caspar Netscher    | H           | Charles Wentworth                                | Shane Kelly         | Alan McCabe                | 1:34,4      | 1600        | 153000      | GR 2        | Mehl-Mülhens-Rennen – German 2000 Guineas |
| 2011 | Excelebration      | H           | Giuliano Manfredini                              | Adam Kirby          | Marco Botti                | 1:36,2      | 1600        | 153000      | GR 2        | Mehl-Mülhens-Rennen – German 2000 Guineas |
| 2010 | Frozen Power       | H           | Godolphin                                        | L. Dettori          | Mahmood Al Zarooni         | 1:36,6      | 1600        | 150000      | GR 2        | Mehl-Mülhens-Rennen – German 2000 Guineas |
| 2009 | Irian              | H           | Gestüt Schlenderhan                              | Filip Minarik       | J Hirschberger             | 1:35,8      | 1600        | 165000      | GR 2        | Mehl-Mülhens-Rennen – German 2000 Guineas |
| 2008 | Precious Boy       | H           | Gestüt Park Wiedingen                            | Adrie de Fries      | Waldemar Hickst            | 1:37,1      | 1600        | 165000      | GR 2        | Mehl-Mülhens-Rennen – German 2000 Guineas |
| 2007 | Aviso              | H           | Gestüt Schlenderhan                              | Terence Hellier     | Jens Hirschberger          | 1:36,6      | 1600        | 165000      | GR 2        | Mehl-Mülhens-Rennen – German 2000 Guineas |
| 2006 | Royal Power        | H           | J. Abdullah                                      | Chr. Catlin         | M. R. Channon              | 1:38,0      | 1600        | 165000      | GR 2        | Mehl-Mülhens-Rennen – German 2000 Guineas |
| 2005 | Santiago           | H           | Gestüt Hof Vesterberg                            | Andreas Boschert    | Uwe Ostmann                | 1:41,3      | 1600        | 165000      | GR 2        | Mehl-Mülhens-Rennen – German 2000 Guineas |
| 2004 | Brunel             | H           | Highclere Thoroughbred Racing                    | D. Holland          | W. J. Haggas               | 1:36,3      | 1600        | 165000      | GR 2        | Mehl-Mülhens-Rennen – German 2000 Guineas |
| 2003 | Martillo           | H           | Gestüt Höny-Hof                                  | William Mongil      | Ralf Suerland              | 1:39,6      | 1600        | 200000      | GR 2        | Mehl-Mülhens-Rennen                       |
| 2002 | Dupont             | H           | Wentworth Racing Ltd                             | D. Holland          | W. J. Haggas               | 1:34,3      | 1600        | 165000      | GR 2        | Mehl-Mülhens-Rennen                       |
| 2001 | Royal Dragon       | H           | Gestüt Park Wiedingen                            | Andrasch Starke     | Andreas Schütz             | 1:34,8      | 1600        | 325000      | GR 2        | Mehl-Mülhens-Rennen                       |
| 2000 | Pacino             | H           | Godolphin SNC                                    | Paul Eddery         | Saeed bin Suroor           | 1:36,1      | 1600        | 325000      | GR 2        | Mehl-Mülhens-Rennen                       |
| 1999 | Sumitas            | H           | G. Baron v. Ullmann                              | Andreas Suborics    | Peter Schiergen            | 1:36,2      | 1600        | 325000      | GR 2        | Mehl-Mülhens-Rennen                       |
| 1998 | Tiger Hill         | H           | G. Baron v. Ullmann                              | William A. Newnes   | Peter Schiergen            | 1:33,8      | 1600        | 325000      | GR 2        | Mehl-Mülhens-Rennen                       |
| 1997 | Air Express        | H           | Mohamed Obaida                                   | B. Doyle            | C E Brittain               | 1:36,7      | 1600        | 325000      | GR 2        | Mehl-Mülhens-Rennen                       |
| 1996 | Lavirco            | H           | Gestüt Fährhof                                   | Torsten Mundry      | Peter Rau                  | 1:39,8      | 1600        | 325000      | GR 2        | Mehl-Mülhens-Rennen                       |
| 1995 | Manzoni            | H           | Gestüt Hof Heidendom                             | Torsten Mundry      | Andreas Wöhler             | 1:33,7      | 1600        | 325000      | GR 2        | Mehl-Mülhens-Rennen                       |
| 1994 | Royal Abjar        | H           | J. Abdullah                                      | W. Ryan             | Andreas Wöhler             | 1:33,1      | 1600        | 325000      | GR 2        | Mehl-Mülhens-Rennen                       |
| 1993 | Kornado            | H           | Stall Granum                                     | Andre Best          | Bruno Schütz               | 1:36,3      | 1600        | 250000      | GR 2        | Mehl-Mülhens-Rennen                       |
| 1992 | Platini            | H           | Stall Steigenberger                              | Mark Rimmer         | Bruno Schütz               | 1:36,3      | 1600        | 250000      | GR 2        | Mehl-Mülhens-Rennen                       |
| 1991 | Flying Brave       | H           | A. Ison                                          | J. A. Reid          | J. Dunlop                  | 1:37,8      | 1600        | 250000      | GR 2        | Mehl-Mülhens-Rennen                       |
| 1990 | Mandelbaum         | H           | Stall Steigenberger                              | Alan Freeman        | Uwe Ostmann                | 1:37,1      | 1600        | 250000      | GR 2        | Mehl-Mülhens-Rennen                       |
| 1989 | Turfkönig          | H           | G. Merkel                                        | Olaf Schick         | Uwe Ostmann                | 1:36,1      | 1600        | 200000      | GR 2        | Mehl-Mülhens-Rennen                       |
| 1988 | Alkalde            | H           | Frau G.Poorten                                   | Manfred Hofer       | Peter Lautner              | 1:35,8      | 1600        | 200000      | GR 2        | Mehl-Mülhens-Rennen                       |
| 1987 | Kondor             | H           | Frau I. Ramm                                     | J. Orihuel          | Hein Bollow                | 1:37,2      | 1600        | 200000      | GR 2        | Mehl-Mülhens-Rennen                       |
| 1986 | Philipo            | H           | Stall Surinam                                    | Dave Richardson     | H. Steguweit               | 1:36,3      | 1600        | 200000      | GR 2        | Mehl-Mülhens-Rennen                       |
| 1985 | Lirung             | H           | Gestüt Fährhof                                   | Georg Bocskai       | Heinz Jentzsch             | 1:39,5      | 1600        | 90000       | GR 2        | Henckel-Rennen                            |
| 1984 | Soto Grande        | H           | Stall Margarethe                                 | Peter Remmert       | Adolf Wöhler               | 1:40,6      | 1600        | 90000       | GR 2        | Henckel-Rennen                            |
| 1983 | Nandino            | H           | Gestüt Etzean                                    | B. Raymond          | H. Hesse                   | 1:46,5      | 1600        | 90000       | GR 2        | Henckel-Rennen                            |
| 1982 | Tombos             | H           | Gestüt Fährhof                                   | Georg Bocskai       | Heinz Jentzsch             | 1:42,1      | 1600        | 102000      | GR 2        | Henckel-Rennen                            |
| 1981 | Orofino            | H           | Gestüt Zoppenbroich                              | Peter Alafi         | Sven v. Mitzlaff           | 1:41,1      | 1600        | 90000       | GR 2        | Henckel-Rennen                            |
| 1980 | Wauthi             | H           | Gestüt Röttgen                                   | Heinz-Peter Ludewig | Theo Grieper               | 1:37,7      | 1600        | 75000       | GR 2        | Henckel-Rennen                            |
| 1979 | Königsstuhl        | H           | Gestüt Zoppenbroich                              | Peter Alafi         | Sven v. Mitzlaff           | 1:41,7      | 1600        | 75000       | GR 2        | Henckel-Rennen                            |
| 1978 | Limbo              | H           | Stall Ittlingen                                  | Georg Bocskai       | Oskar Langner              | 1:40,8      | 1600        | 75000       | GR 2        | Henckel-Rennen                            |
| 1977 | Ziethen            | H           | Stall Moritzberg                                 | Dave Richardson     | Theo Grieper               | 1:43,1      | 1600        | 75000       | GR 2        | Henckel-Rennen                            |
| 1976 | Swazi              | H           | Gestüt Schlenderhan                              | Joan Pall           | Heinz Jentzsch             | 1:38,5      | 1600        | 75000       | GR 2        | Henckel-Rennen                            |
| 1975 | Kronenkranich      | H           | Stall Moritzberg                                 | Harro Remmert       | Sven v. Mitzlaff           | 1:38,1      | 1600        | 75000       | GR 2        | Henckel-Rennen                            |
| 1974 | Lord Udo           | H           | Gestüt Röttgen                                   | E. Hide             | Theo Grieper               | 1:37,5      | 1600        | 75000       | GR 2        | Henckel-Rennen                            |
| 1973 | Flotow             | H           | Frau W. Richter                                  | A. J. Reid          | Arthur P. Schlaefke        | 1:36,5      | 1600        | 75000       | GR 2        | Henckel-Rennen                            |
| 1972 | Caracol            | H           | Gestüt Fährhof                                   | Oskar Langner       | Sven v. Mitzlaff           | 1:36,7      | 1600        | 75000       | GR 2        | Henckel-Rennen                            |
| 1971 | Widschi            | S           | Gestüt Röttgen                                   | Ron Hutchinson      | Theo Grieper               | 1:44,1      | 1600        | 60000       | GA 2        | Henckel-Rennen                            |
| 1970 | Lombard            | H           | Gestüt Schlenderhan                              | Fritz Drechsler     | Heinz Jentzsch             | 1:42,3      | 1600        | 60000       | GA 2        | Henckel-Rennen                            |
| 1969 | Hitchcock          | H           | K. H. Münchow                                    | Fritz Drechsler     | Heinz Jentzsch             | 1:44,9      | 1600        | 54180       | GA 2        | Henckel-Rennen                            |
| 1968 | Literat            | H           | Gestüt Fährhof                                   | Oskar Langner       | Sven v. Mitzlaff           | 1:46,6      | 1600        | 53000       | GA 2        | Henckel-Rennen                            |
| 1967 | Presto             | H           | Stall Primerose                                  | Oskar Langner       | Sven v. Mitzlaff           | 1:37,1      | 1600        | 55000       | GA 2        | Henckel-Rennen                            |
| 1966 | Krawall            | H           | Gestüt Röttgen                                   | Fritz Drechsler     | Adrian v. Borcke           | 1:38,5      | 1600        | 55000       | GA 2        | Henckel-Rennen                            |
| 1965 | Fioravanti         | H           | J. Jakob                                         | Kurt Lepa           | H. Edler                   | 1:40,5      | 1600        | 55000       | GA 2        | Henckel-Rennen                            |
| 1964 | Dschingis Khan     | H           | K. H. Münchow                                    | Horst Horwart       | Heinz Jentzsch             | 1:40,5      | 1600        | 45000       | GA 2        | Henckel-Rennen                            |
| 1963 | Mercurius          | H           | W. Möller                                        | Johannes Starosta   | Friedrich W. Schlaefke     | 1:42,9      | 1600        | 35000       | GA 2        | Henckel-Rennen                            |
| 1962 | Herero             | H           | Gestüt Römerhof                                  | Joan Pall           | Arthur Lochow              | 1:44,6      | 1600        | 35000       | GA 2        | Henckel-Rennen                            |
| 1961 | Orlog              | H           | A. Stocks                                        | Peter Remmert       | F. Weck                    | 1:43,2      | 1600        | 30000       | GA 2        | Henckel-Rennen                            |
| 1960 | Wiener Walzer      | H           | Gestüt Zoppenbroich                              | Oskar Langner       | Sven v. Mitzlaff           | 1:42,5      | 1600        | 30000       | GA 2        | Henckel-Rennen                            |
| 1959 | Waidmann           | H           | Gestüt Ravensberg                                | Johannes Starosta   | Johannes Kuhr              | 1:42,5      | 1600        | 25000       | GA 2        | Henckel-Rennen                            |
| 1958 | Pfalzteufel        | H           | F. Landler                                       | Joan Pall           | F. Landler                 | 1:44,5      | 1600        | 25000       | GA 2        | Henckel-Rennen                            |
| 1957 | Orsini             | H           | Gestüt Erlenhof                                  | Walter Held         | Adrian v. Borcke           | 1:40,2      | 1600        | 25000       | GA 2        | Henckel-Rennen                            |
| 1956 | Kilometer          | H           | Gestüt Asta                                      | Hein Bollow         | Valentin Seibert           | 1:38,2      | 1600        | 20000       | GA 2        | Henckel-Rennen                            |
| 1955 | König Ottokar      | H           | Gestüt Röttgen                                   | Johannes Starosta   | Fritz Fösten               | 1:39,2      | 1600        | 20000       | GA 2        | Henckel-Rennen                            |
| 1954 | Atatürk            | H           | Gestüt Erlenhof                                  | Paul Fuchs          | Adrian v. Borcke           | 1:39,2      | 1600        | 20000       | GA 2        | Henckel-Rennen                            |
| 1953 | Allasch            | H           | Gestüt Schlenderhan                              | Hein Bollow         | Arthur Lochow              | 1:37,5      | 1600        | 20000       | GA 2        | Henckel-Rennen                            |
| 1952 | Mangon             | H           | Gestüt Waldfried                                 | Gerhard Streit      | Hans Blume sen.            | 1:38,0      | 1600        | 20000       | GA 2        | Henckel-Rennen                            |
| 1951 | Neckar             | H           | Gestüt Erlenhof                                  | Otto Schmidt        | Adrian v. Borcke           | 1:39,0      | 1600        | 20000       | GA 2        | Henckel-Rennen                            |
| 1950 | Asterios           | H           | Gestüt Schlenderhan                              | Hein Bollow         | George Arnull              | 1:38,5      | 1600        | 20000       | GA 2        | Henckel-Rennen                            |
| 1949 | Aubergine          | S           | Gestüt Schlenderhan                              | Hein Bollow         | George Arnull              | 1:43,0      | 1600        | 25000       | GA 2        | Henckel-Rennen                            |
| 1948 | Ostermorgen        | H           | Gestüt Zoppenbroich                              | Willi Printen       | Wilhelm Michael            | 1:41,0      | 1600        | 50000       | GA 2        | Henckel-Rennen                            |
| 1947 | Nebelwerfer        | H           | Gestüt Zoppenbroich                              | Hein Bollow         | Wilhelm Michael            | 1:43,0      | 1600        | 35000       | GA 2        | Henckel-Rennen                            |
| 1946 | kein Rennen        | kein Rennen | kein Rennen                                      | kein Rennen         | kein Rennen                | kein Rennen | kein Rennen | kein Rennen | kein Rennen | Henckel-Rennen                            |
| 1945 | kein Rennen        | kein Rennen | kein Rennen                                      | kein Rennen         | kein Rennen                | kein Rennen | kein Rennen | kein Rennen | kein Rennen | Henckel-Rennen                            |
| 1944 | Poet               | H           | Hauptgestüt Graditz                              | Hans Zehmisch       | Hans Blume sen.            | 1:41,2      | 1600        |             | GA 2        | Henckel-Rennen                            |
| 1943 | Granatwerfer       | H           | Gestüt Mydlinghoven                              | Julius Rastenberger | Wilhelm Michael            | 1:40,0      | 1600        |             | GA 2        | Henckel-Rennen                            |
| 1942 | Effendi            | H           | Gestüt Ebbesloh                                  | Otto Schmidt        | Anton Olejnik              | 1:43,3      | 1600        |             | GA 2        | Henckel-Rennen                            |
| 1941 | Magnat             | H           | Gestüt Schlenderhan                              | Gerhard Streit      | George Arnull              | 1:41,0      | 1600        |             | GA 2        | Henckel-Rennen                            |
| 1940 | Newa               | S           | Gestüt Zoppenbroich                              | Julius Rastenberger | Tr-Stellvertr. Thomas Nash | 1:42,4      | 1600        |             | GA 2        | Henckel-Rennen                            |
| 1939 | Wehr Dich          | H           | Gestüt Schlenderhan                              | Gerhard Streit      | George Arnull              | 1:43,1      | 1600        |             | GA 2        | Henckel-Rennen                            |
| 1938 | Orgelton           | H           | Gestüt Schlenderhan                              | Gerhard Streit      | George Arnull              | 1:42,4      | 1600        |             | GA 2        | Henckel-Rennen                            |
| 1937 | Iniga Isolani      | S           | Gestüt Erlenhof                                  | Kurt Narr           | Adrian v. Borcke           | 1:40,7      | 1600        |             | GA 2        | Henckel-Rennen                            |
| 1936 | Walzerkönig        | H           | Gestüt Schlenderhan                              | Willi Printen       | George Arnull              | 1:43,1      | 1600        |             | GA 2        | Henckel-Rennen                            |
| 1935 | Sturmvogel         | H           | Frfr. v. Oppenheim                               | Willi Printen       | George Arnull              | 1:39,5      | 1600        |             | GA 2        | Henckel-Rennen                            |
| 1934 | Pelopidas          | H           | Arthur und Carl von Weinberg                     | Gerhard Streit      | James Cooter               | 1:40,8      | 1600        |             | GA 2        | Henckel-Rennen                            |
| 1933 | Cassius            | H           | Eberhard Frhr. v. Oppenheim                      | Everett Haynes      | Anton Horalek              | 1:45,3      | 1600        |             | GA 2        | Henckel-Rennen                            |
| 1932 | Widerhall          | H           | Gestüt Schlenderhan                              | Emmerich Pretzner   | George Arnull              | 1:44,5      | 1600        |             | GA 2        | Henckel-Rennen                            |
| 1931 | Sichel             | S           | Hauptgestüt Graditz                              | Erich Böhlke        | Robert Utting              | 1:41,9      | 1600        |             | GA 2        | Henckel-Rennen                            |
| 1930 | Alba               | H           | Frhr. Simon Alfred v. Oppenheim                  | Hans Zehmisch       | George Arnull              | 1:42,9      | 1600        |             | GA 2        | Henckel-Rennen                            |
| 1929 | Wilfried           | H           | Leo u. Willi Sklarek                             | Helmuth Schmidt     | Anton Horalek              | 1:41,1      | 1600        |             | GA 2        | Henckel-Rennen                            |
| 1928 | Contessa Maddalena | S           | Richard Haniel                                   | Ernst Grabsch       | Alfred Althof              | 1:43,3      | 1600        |             | GA 2        | Henckel-Rennen                            |
| 1927 | Torero             | H           | Otto Blumenfeld u. Richard Samson                | Everett Haynes      | Anton Horalek              | 1:45,9      | 1600        |             | GA 2        | Henckel-Rennen                            |
| 1926 | Aurelius           | H           | Arthur und Carl von Weinberg                     | Otto Schmidt        | Rudolf Linke               | 1:41,7      | 1600        |             | GA 2        | Henckel-Rennen                            |
| 1925 | Favor              | H           | Arthur und Carl von Weinberg                     | Otto Schmidt        | Rudolf Linke               | 1:41,0      | 1600        |             | GA 2        | Henckel-Rennen                            |
| 1924 | Mofalcone          | H           | Frhr. Simon Alfred v. Oppenheim                  | Helmuth Schmidt     | George Arnull              | 1:40,8      | 1600        |             | GA 2        | Henckel-Rennen                            |
| 1923 | Augias             | H           | Arthur und Carl von Weinberg                     | Otto Schmidt        | Friedrich Fösten           | 1:44,2      | 1600        |             | GA 2        | Henckel-Rennen                            |
| 1922 | Lentulus           | H           | Arthur und Carl von Weinberg                     | Otto Schmidt        | Friedrich Fösten           | 1:42,6      | 1600        |             | GA 2        | Henckel-Rennen                            |
| 1921 | König Midas        | H           | Leo Lewin                                        | Anton Olejnik       | Anton Horalek              | 1:40,6      | 1600        |             | GA 2        | Henckel-Rennen                            |
| 1920 | Pallenberg         | H           | Alexander Robitscheck                            | Alfred Bleuler      | Richard Alexander Waugh    | 1:45,7      | 1600        |             | GA 2        | Henckel-Rennen                            |
| 1919 | Eckstein           | H           | Richard Haniel                                   | Geza Janek          | Charles Planner jr.        | 1:44,7      | 1600        |             | GA 2        | Henckel-Rennen                            |
| 1918 | Prunus             | H           | Frhr. Simon Alfred v. Oppenheim                  | Alfred Bleuler      | Withers McCreery           | 1:42,6      | 1600        |             | GA 2        | Henckel-Rennen                            |
| 1917 | Landgraf           | H           | Richard Haniel                                   | Fritz Kasper        | Charles Planner jr.        | 1:40,6      | 1600        |             | GA 2        | Henckel-Rennen                            |
| 1916 | Taucher            | H           | August v. Schmieder                              | Fritz Kasper        | Anton Horalek              | 1:43,0      | 1600        |             | GA 2        | Henckel-Rennen                            |
| 1915 | Antinous           | H           | Arthur und Carl von Weinberg                     | Julius Rastenberger | Fred Taral                 | 1:43,9      | 1600        |             | GA 2        | Henckel-Rennen                            |
| 1914 | Terminus           | H           | Richard Haniel                                   | George Archibald    | Charles Planner jr.        | 1:45,1      | 1600        |             | GA 2        | Henckel-Rennen                            |
| 1913 | Csardas            | H           | Frhr. Simon Alfred v. Oppenheim                  | George Archibald    | John Hyland                | 1:46,1      | 1600        |             | GA 2        | Henckel-Rennen                            |
| 1912 | Flagge             | S           | Kgl. Hauptgestüt Graditz                         | Frank Bullock       | Reginald Day               | 1:43,5      | 1600        |             | GA 2        | Henckel-Rennen                            |
| 1911 | Moenus             | H           | Arthur und Carl von Weinberg                     | Joseph Childs       | Frederick Darling          | 1:42,0      | 1600        |             | GA 2        | Henckel-Rennen                            |
| 1910 | Micado III         | H           | Paul Pakheiser                                   | Walter Miller       | Anton Winkler              | 1:43,6      | 1600        |             | GA 2        | Henckel-Rennen                            |
| 1909 | Fervor             | H           | Arthur und Carl von Weinberg                     | Joseph Notter       | George Walker              | 1:44,0      | 1600        |             | GA 2        | Henckel-Rennen                            |
| 1908 | Horizont II        | H           | Arthur und Carl von Weinberg                     | Winnie O’Connor     | George Walker              | 1:45,4      | 1600        |             | GA 2        | Henckel-Rennen                            |
| 1907 | Fabula             | S           | Arthur und Carl von Weinberg                     | William Shaw        | George Walker              | 1:43,1      | 1600        |             | GA 2        | Henckel-Rennen                            |
| 1906 | Fels               | H           | Arthur und Carl von Weinberg                     | Winnie O’Connor     | George Walker              | 1:42,8      | 1600        |             | GA 2        | Henckel-Rennen                            |
| 1905 | Inverno            | H           | Arthur und Carl von Weinberg                     | Charles van Dusen   | George Walker              | 1:43,0      | 1600        |             | GA 2        | Henckel-Rennen                            |
| 1904 | Real Scotch        | H           | Eduard Frhr. v. Oppenheim                        | Charles van Dusen   | Harry Arthur Brown         | 1:46,0      | 1600        |             | GA 2        | Henckel-Rennen                            |
| 1903 | Bengali            | H           | Fürst Hohenlohe-Oehringen                        | Herbert Brown       | Harry Brown                | 2:19,4      | 2000        |             | GA 2        | Henckel-Rennen                            |
| 1902 | Frodi              | H           | Rudolf Zersch-Köstritz                           | Edwin Martin        | Charles Planner sr.        | 2:15,0      | 2000        |             | GA 2        | Henckel-Rennen                            |
| 1901 | Regenwolke         | S           | Herr Pappen                                      | Alfred Heckford     | Ernest Neville Arnull      | 2:12,0      | 2000        |             | GA 2        | Henckel-Rennen                            |
| 1900 | Griffin            | H           | Captain Joe                                      | Edwin Martin        | Carl Seibert sr.           | 2:15,2      | 2000        |             | GA 2        | Henckel-Rennen                            |
| 1899 | Missouri           | H           | Walther Freiherr von Thiele-Winckler             | William Henry Jones | George Johnson             | 2:19,8      | 2000        |             | GA 2        | Henckel-Rennen                            |
| 1898 | Altgold            | H           | Bruno Naumann                                    | Rudolf Robinson     | Fritz Althof               | 2:20,2      | 2000        |             | GA 2        | Henckel-Rennen                            |
| 1897 | Argwohn            | H           | Kgl. Hauptgestüt Graditz                         | Charles Ballantine  | Richard Waugh              | 2:18,3      | 2000        |             | GA 2        | Henckel-Rennen                            |
| 1896 | Dahlmann           | H           | Victor May                                       | Edwin Martin        | John Charles Daley         | 2:13,5      | 2000        |             | GA 2        | Henckel-Rennen                            |
| 1895 | Nixnutz            | H           | Gestüt Mariahall                                 | Rudolf Robinson     | Alfred Beeson              | 2:14,0      | 2000        |             | GA 2        | Henckel-Rennen                            |
| 1894 | Herold             | H           | Engelbert Frhr. v. Fürstenberg                   | Tom Busby           | George Johnson             | 2:19,4      | 2000        |             | GA 2        | Henckel-Rennen                            |
| 1893 | Königswinter       | H           | Victor May                                       | Charles Bowman      | John Charles Daley         | 2:18,2      | 2000        |             | GA 2        | Henckel-Rennen                            |
| 1892 | Dorn               | H           | Eduard Frhr. v. Oppenheim                        | Frank Sharpe        | Job Toon                   | 2:15,3      | 2000        |             | GA 2        | Henckel-Rennen                            |
| 1891 | Peter              | H           | Kgl. Hauptgestüt Graditz                         | Charles Ballantine  | Richard Waugh              | 2:25,0      | 2000        |             | GA 2        | Henckel-Rennen                            |
| 1890 | Nickel             | H           | Engelbert Frhr. v. Fürstenberg                   | Henry Barker        | George Johnson             |             | 2000        |             | GA 2        | Henckel-Rennen                            |
| 1889 | Anarch             | H           | Engelbert Frhr. v. Fürstenberg                   | Frank Sharpe        | George Johnson             |             | 2000        |             | GA 2        | Henckel-Rennen                            |
| 1888 | Padischah          | H           | Oskar Oehlschläger                               | William Smith       | Harry Brown                |             | 2000        |             | GA 2        | Henckel-Rennen                            |
| 1887 | Tausendkünstler    | H           | Eduard Frhr. v. Oppenheim                        | Frank Sharpe        | John Charles Daley         |             | 2000        |             | GA 2        | Henckel-Rennen                            |
| 1886 | Potrimpos          | H           | Kgl. Hauptgestüt Graditz                         | Harry Jeffery       | Richard Waugh              |             | 2000        |             | GA 2        | Henckel-Rennen                            |
| 1885 | Andernach          | H           | Kgl. Hauptgestüt Graditz                         | Harry Jeffery       | Richard Waugh              |             | 2000        |             | GA 2        | Henckel-Rennen                            |
| 1884 | Souvenir           | H           | Walter v. Treskow                                | Egbert Fisk         | Egbert Fisk                |             | 2000        |             | GA 2        | Henckel-Rennen                            |
| 1883 | Ghibelline         | H           | Franz Prinz von Hatzfeldt                        | John Coates         | Harry Joscelyne            |             | 2000        |             | GA 2        | Henckel-Rennen                            |
| 1882 | Trachenberg        | H           | Frhr. Mortimer von Tschirschky-Renard            | Frank Collins       | James Cooter               |             | 2000        |             | GA 2        | Henckel-Rennen                            |
| 1881 | Blue Monkey        | H           | Fürst Hohenlohe-Oehringen                        | Tom Osborne         | Charles Hayhoe             |             | 2000        |             | GA 2        | Henckel-Rennen                            |
| 1880 | Tschungatai        | H           | Herr Raimund                                     | George Johnson      | George Johnson             |             | 2000        |             | GA 2        | Henckel-Rennen                            |
| 1879 | Goldfisch          | H           | Kgl. Hauptgestüt Graditz                         | Egbert Fisk         | Bachert                    |             | 2000        |             | GA 2        | Henckel-Rennen                            |
| 1878 | Lateran            | H           | Frhr. Mortimer von Tschirschky-Renard            | George Johnson      | Charles Planner sr.        |             | 2000        |             | GA 2        | Henckel-Rennen                            |
| 1877 | Zützen             | H           | Fürst Hohenlohe-Oehringen                        | William Little      | Charles Hayhoe             |             | 2000        |             | GA 2        | Henckel-Rennen                            |
| 1876 | Templer            | H           | Kgl. Hauptgestüt Graditz                         | Egbert Fisk         | Bachert                    |             | 2000        |             | GA 2        | Henckel-Rennen                            |
| 1875 | Waisenknabe        | H           | Gräfin Renard                                    | Joseph Whiteley     | Charles Hayhoe             |             | 2000        |             | GA 2        | Henckel-Rennen                            |
| 1874 | Herzog             | H           | Julius Espenschied                               | William Little      | Harry Brown                |             | 2000        |             | GA 2        | Henckel-Rennen                            |
| 1873 | Zwietracht         | S           | Ulrich von Oertzen                               | William Little      | Robert Bateman             |             | 2000        |             | GA 2        | Henckel-Rennen                            |
| 1872 | Seemann            | H           | Leipziger Renn-Gesellschaft                      | George Sopp         | Michael Young              |             | 2000        |             | GA 2        | Henckel-Rennen                            |
| 1871 | Bauernfänger       | H           | Graf Johannes von Renard                         | Elijah Madden       | Charles Hayhoe             |             | 2000        |             | GA 2        | Henckel-Rennen                            |

## Mehl-Mülhens-Rennen 2022

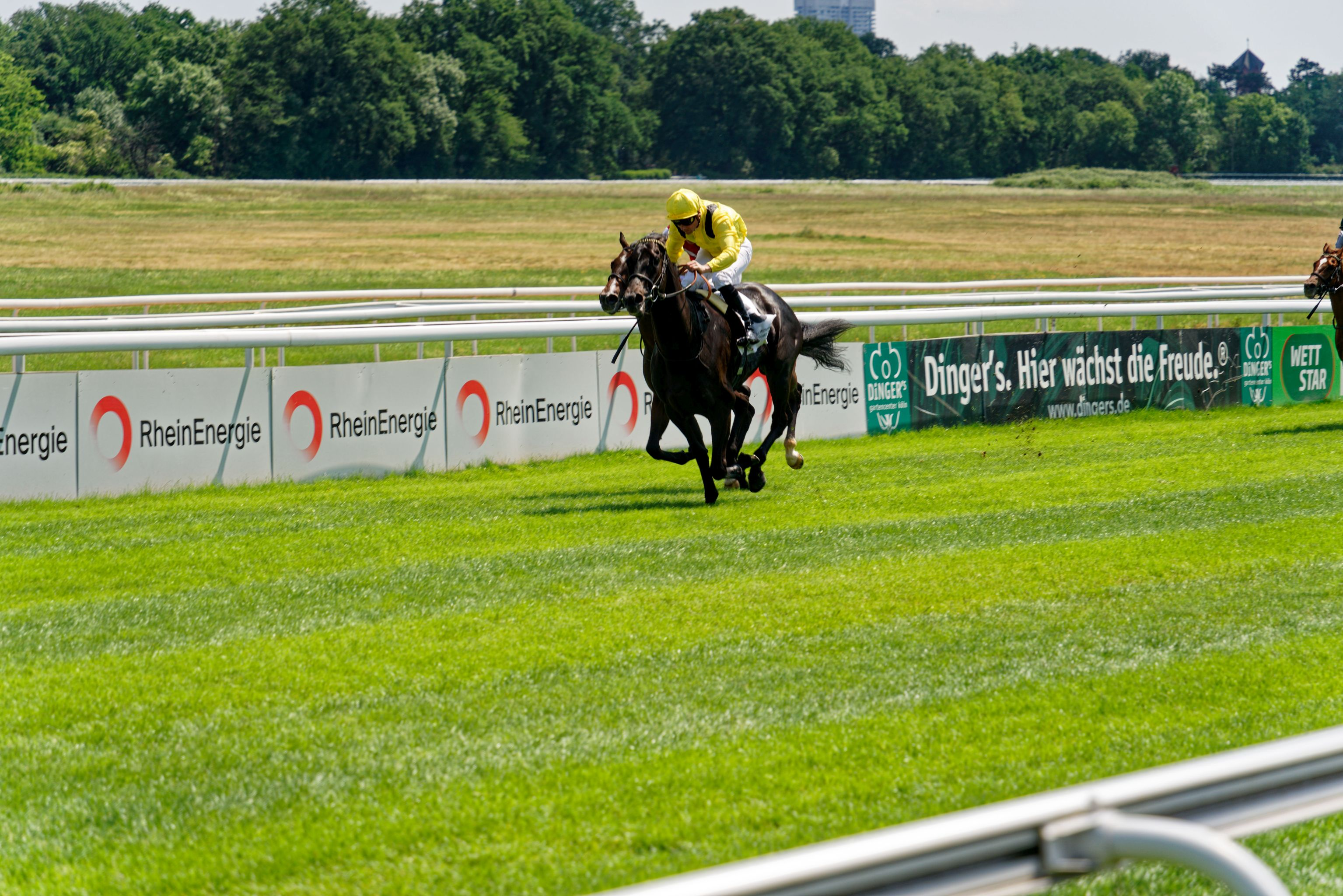
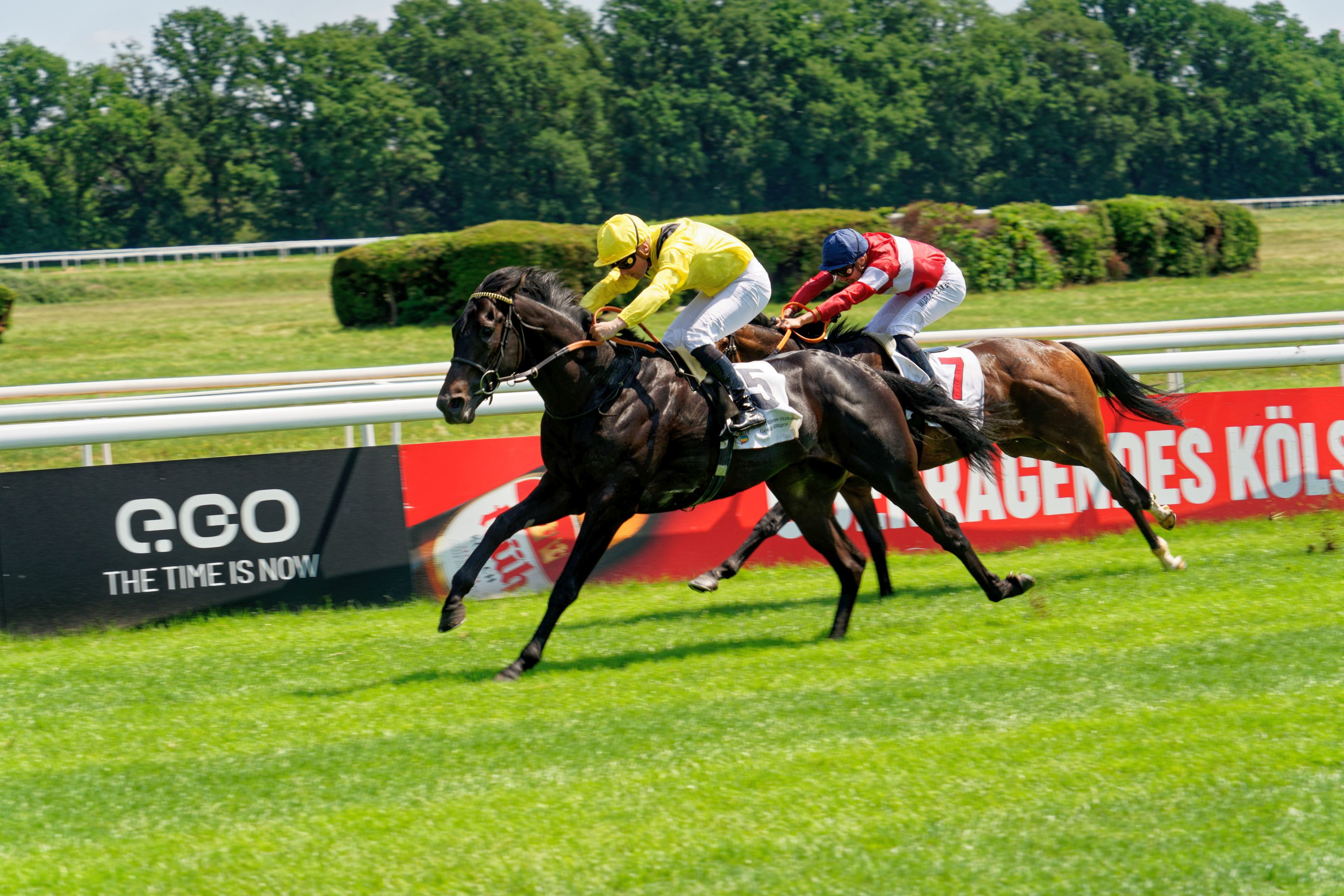
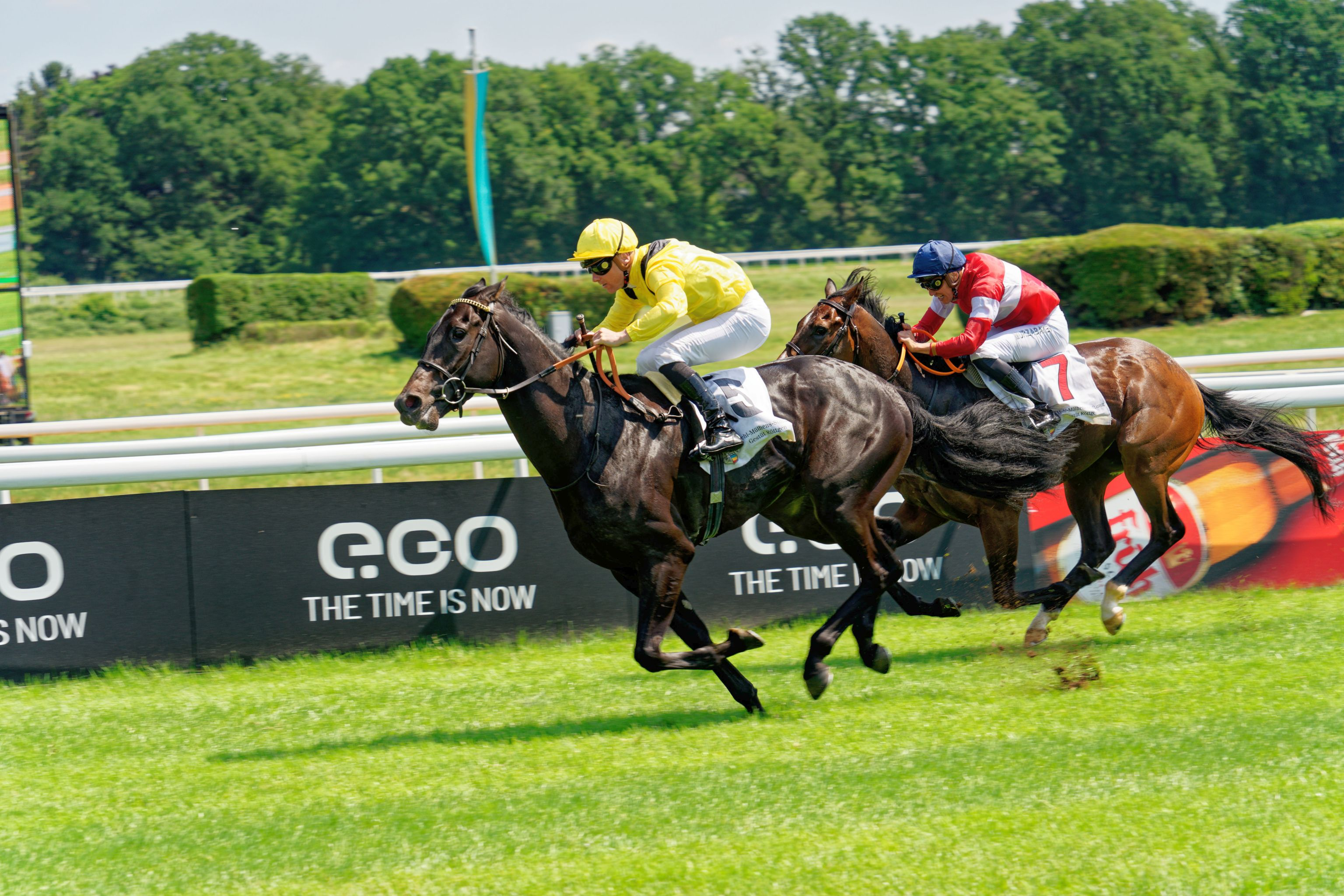
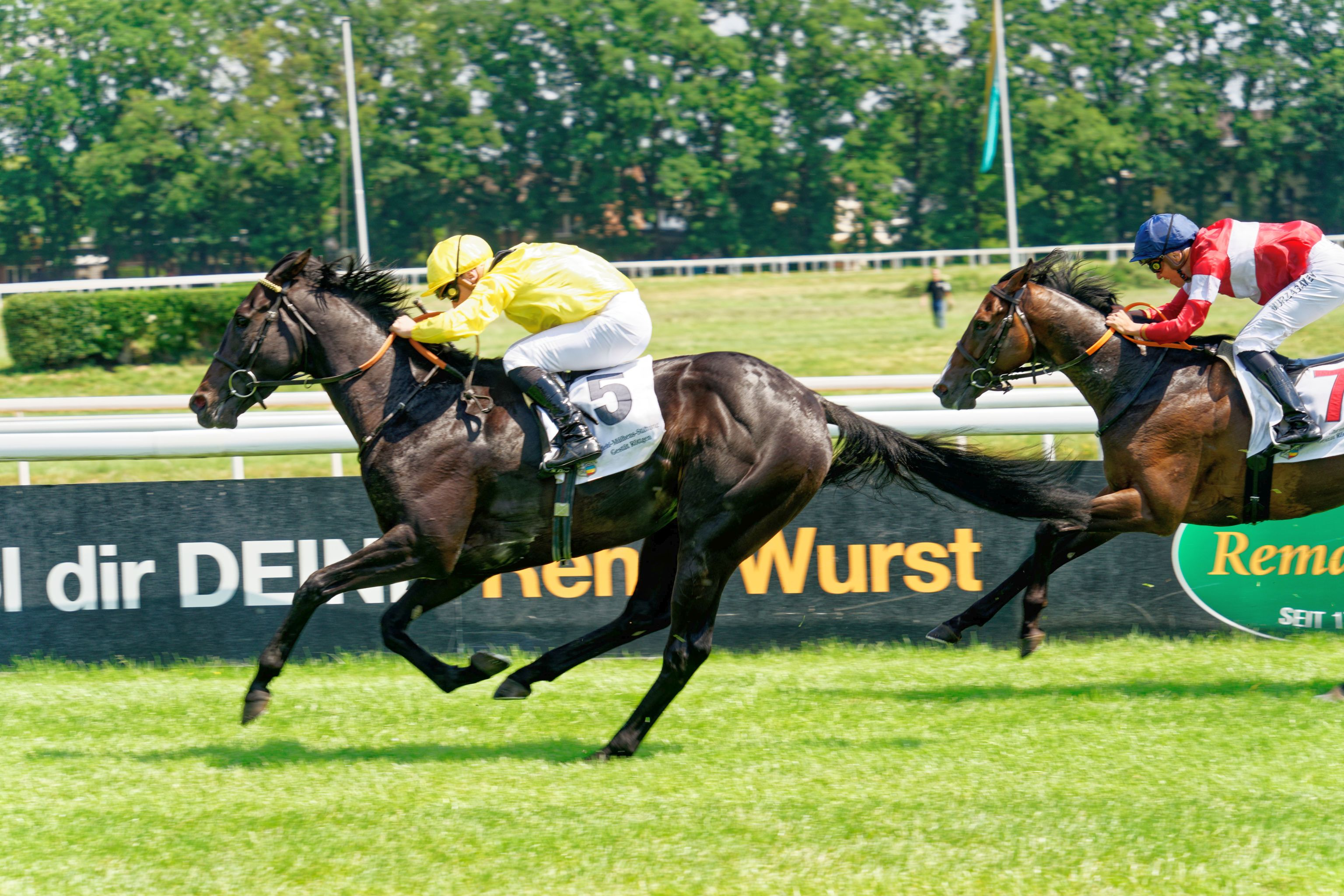

Bilder des Siegers Maljoom:

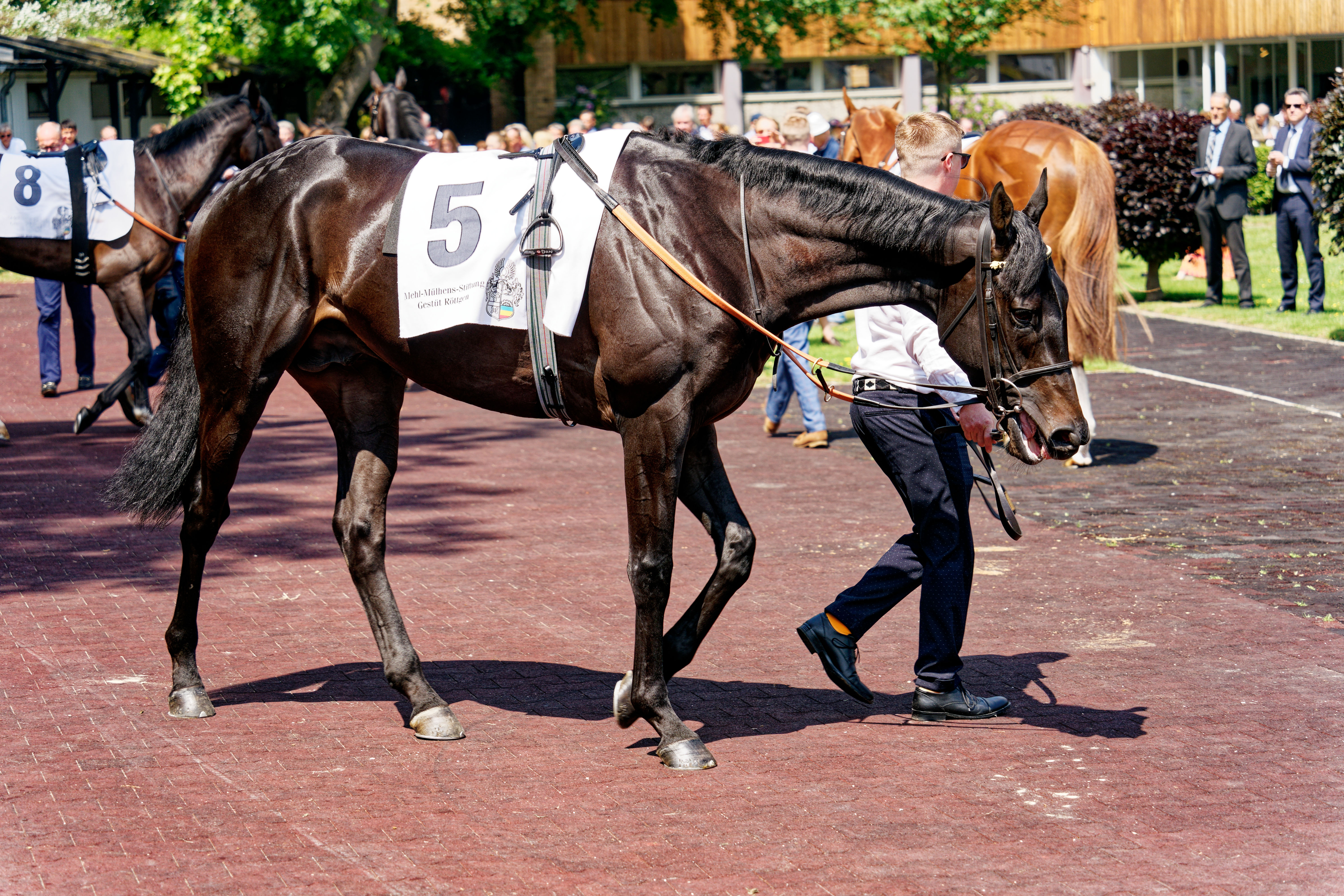
Bei den Sattelboxen
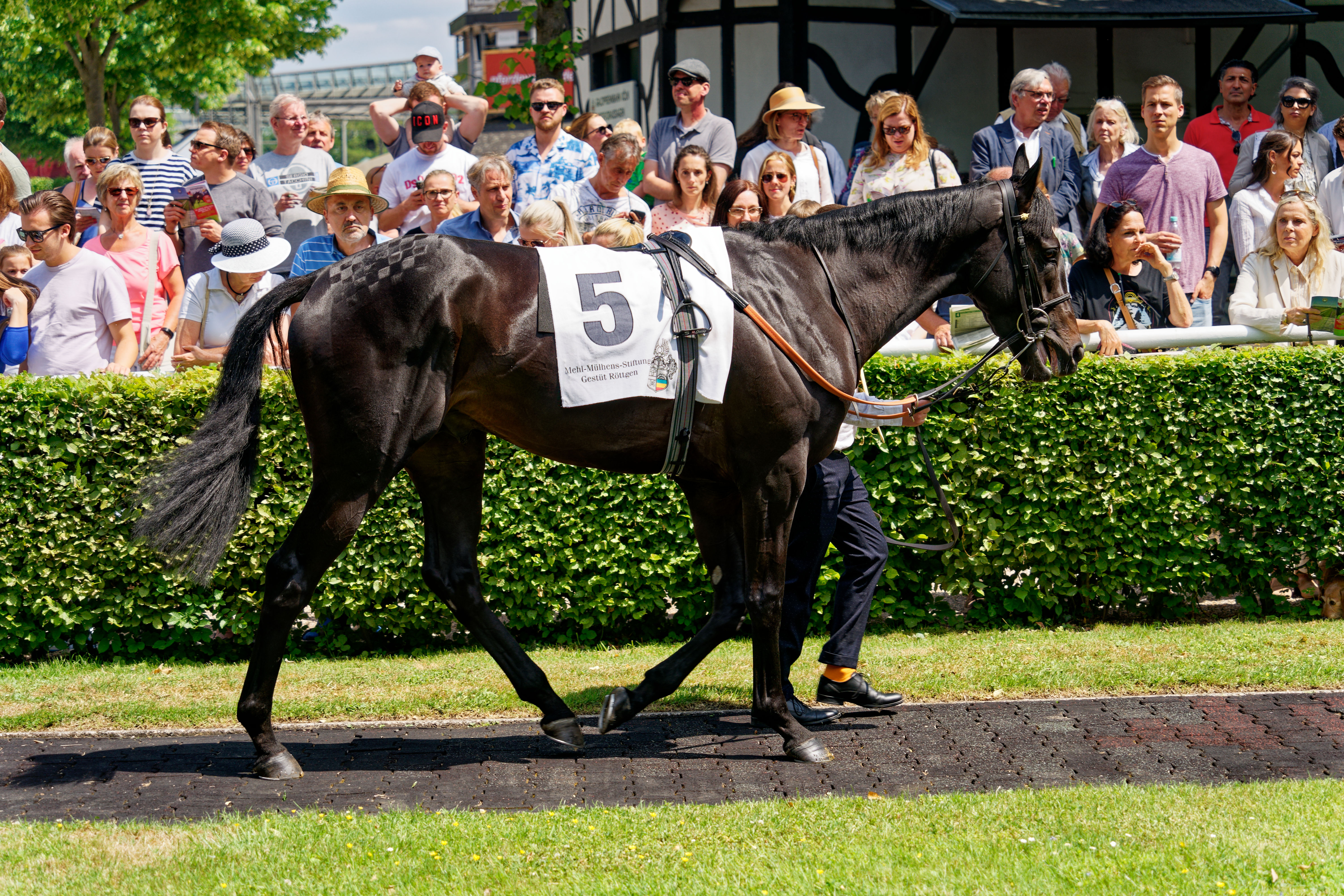
Im Führring
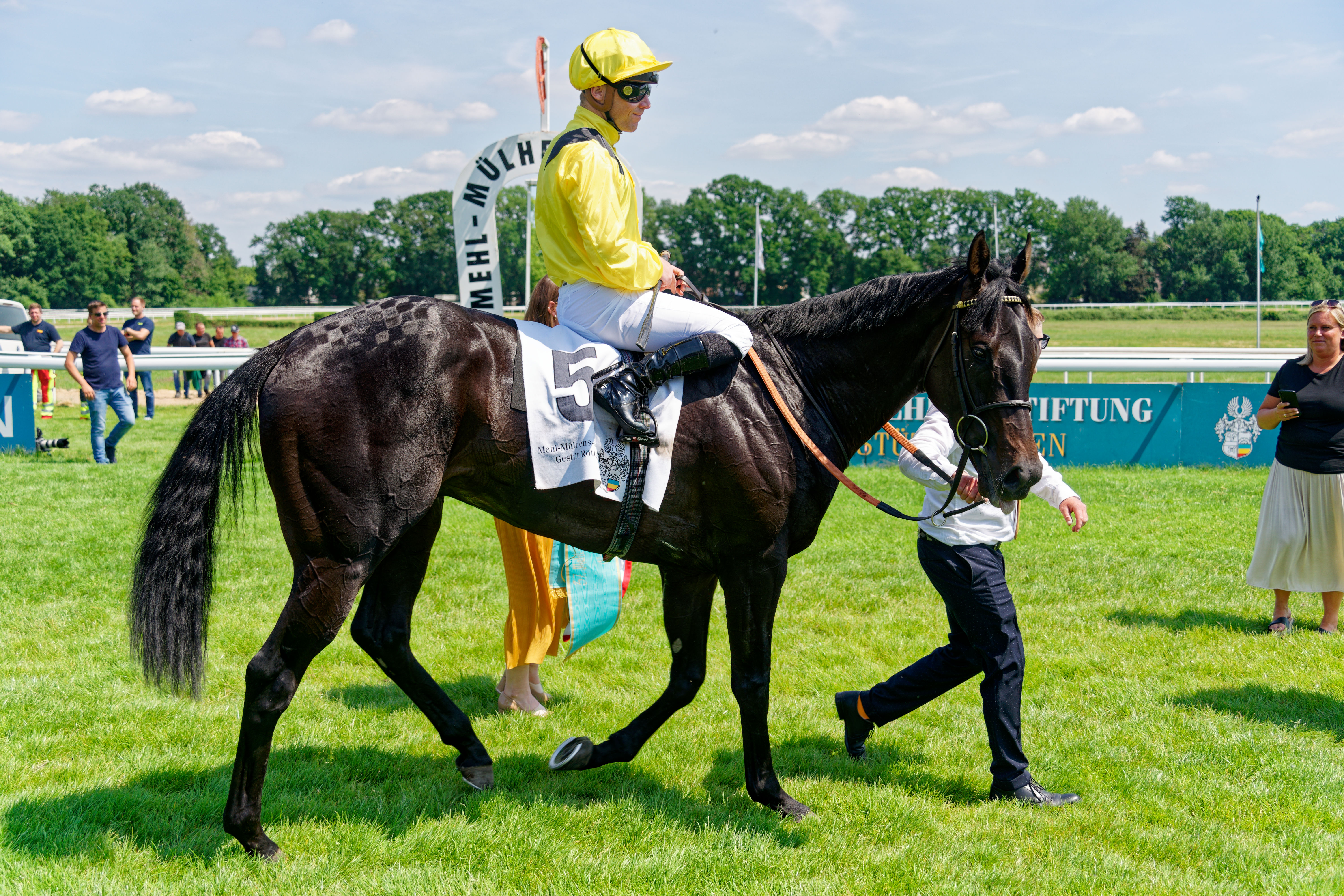
Nach dem Rennen auf dem Geläuf
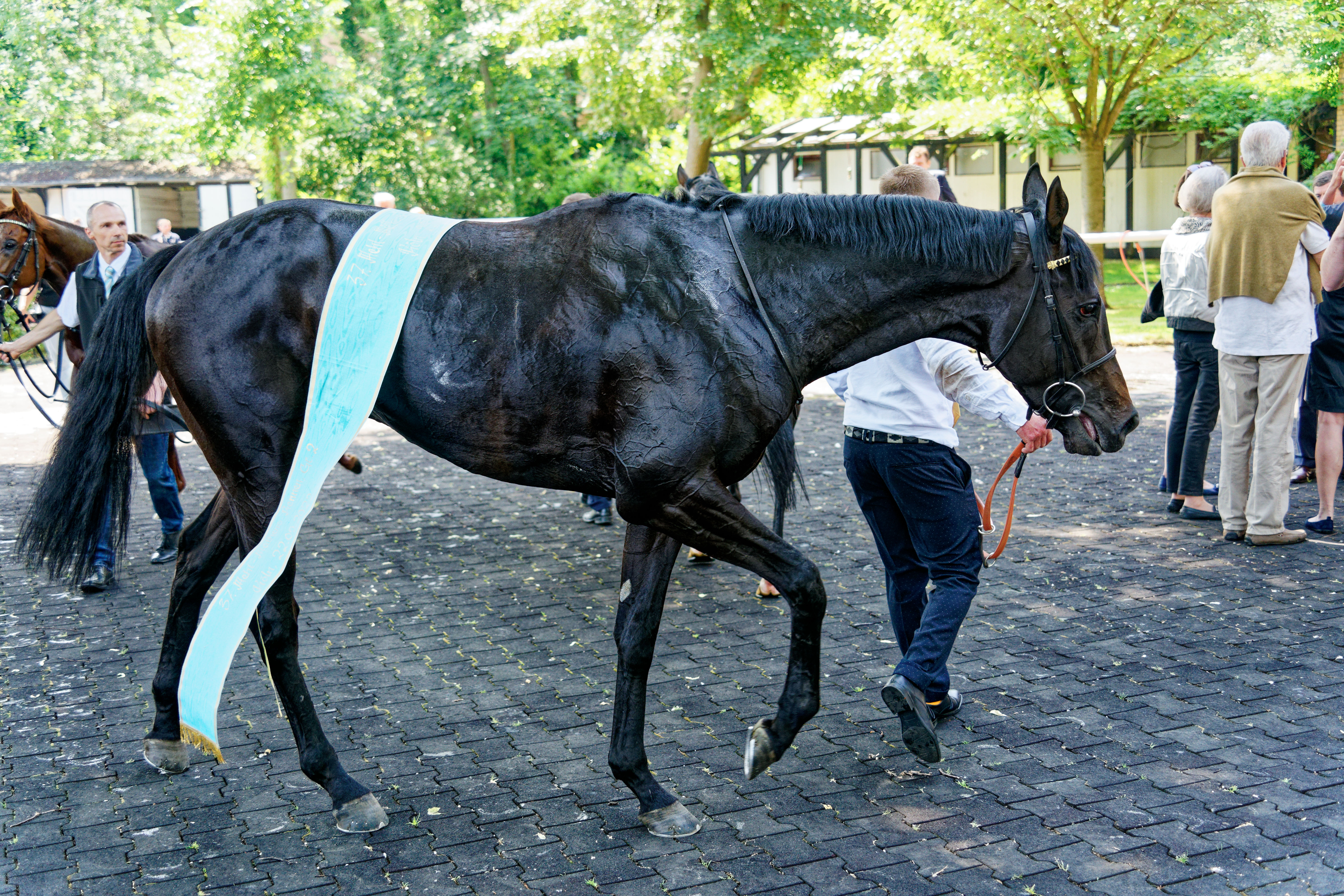
Im Absattelring

Bilder der platzierten Pferde:

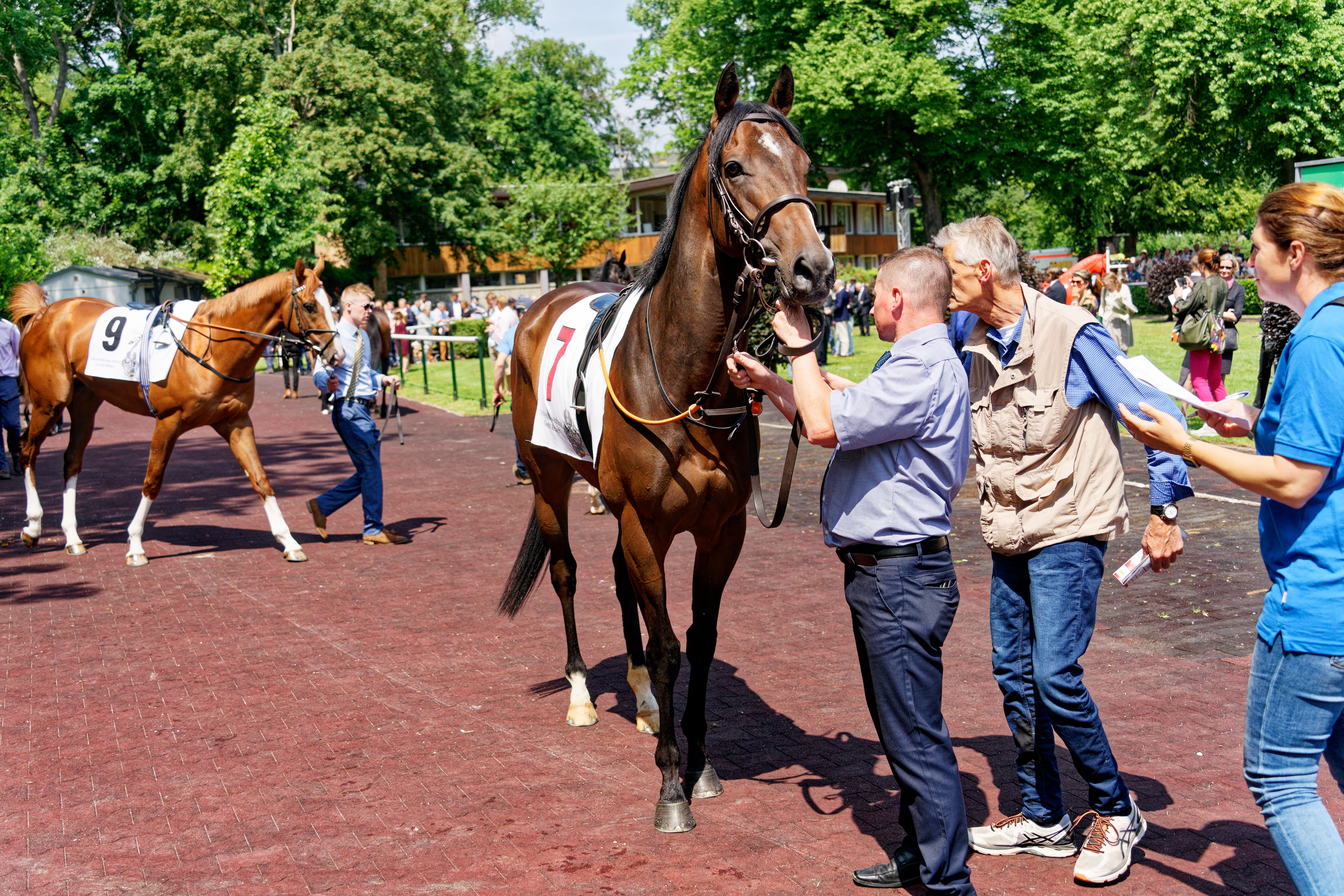
Rocchigiani
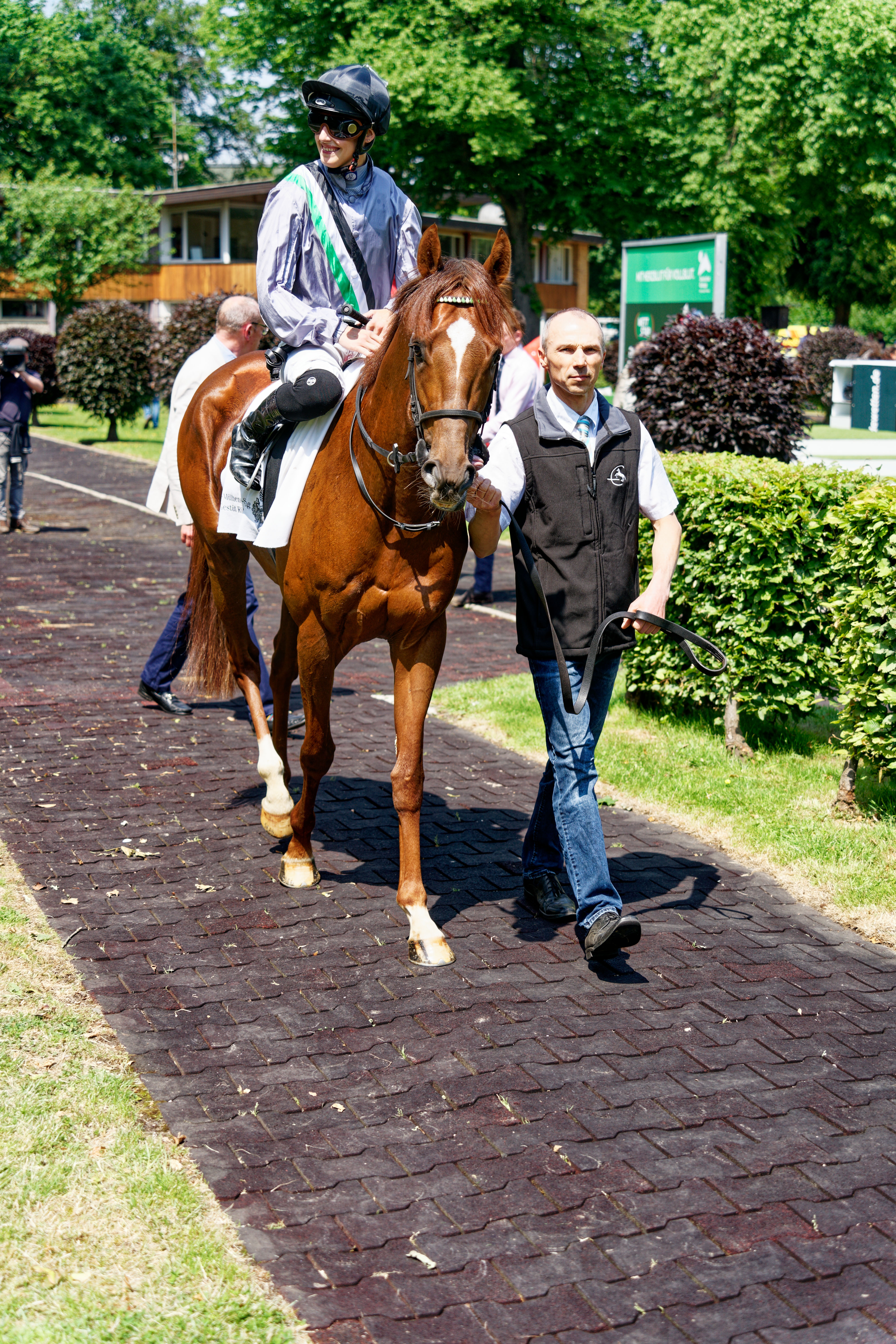
Georgios
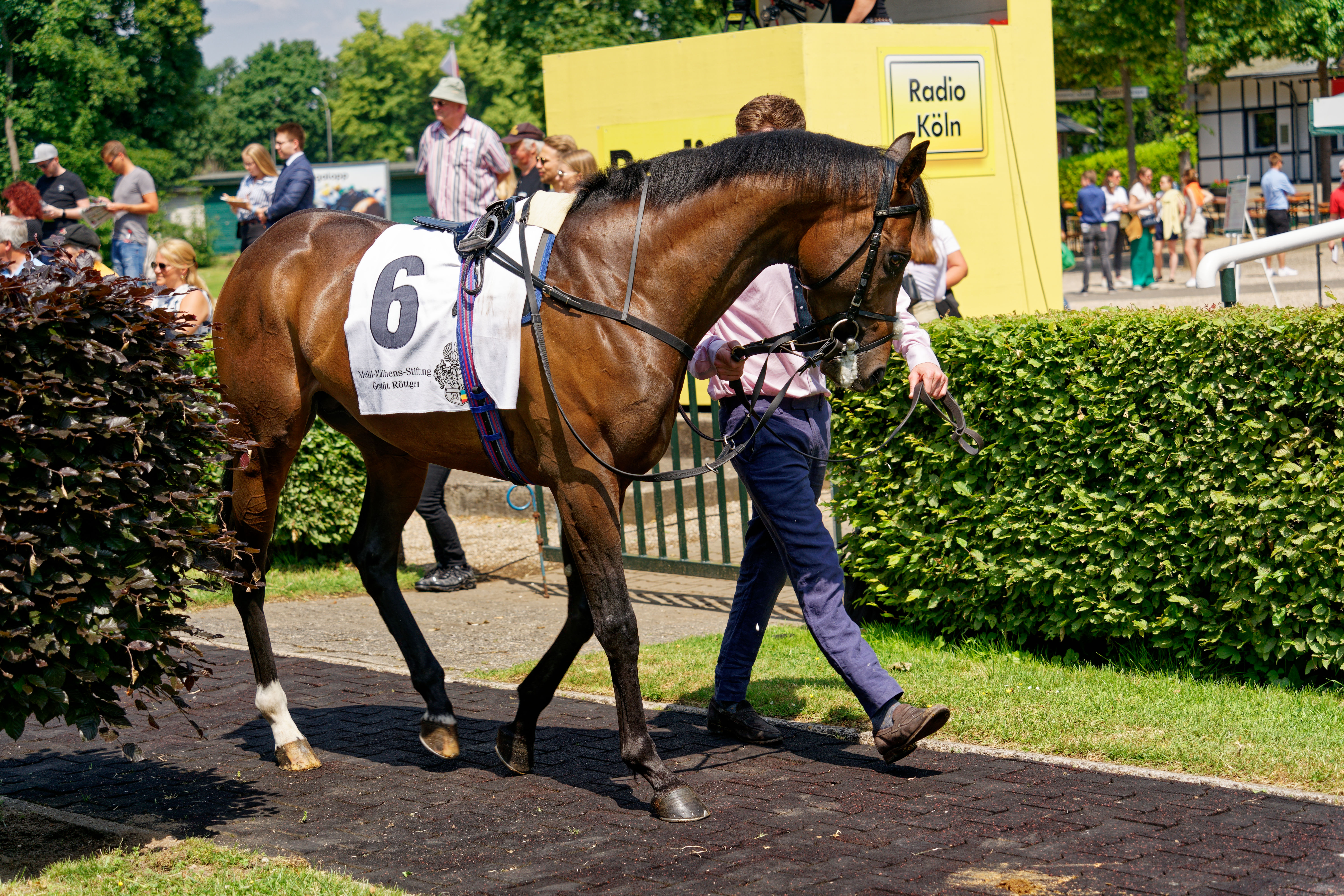
Mr McCann
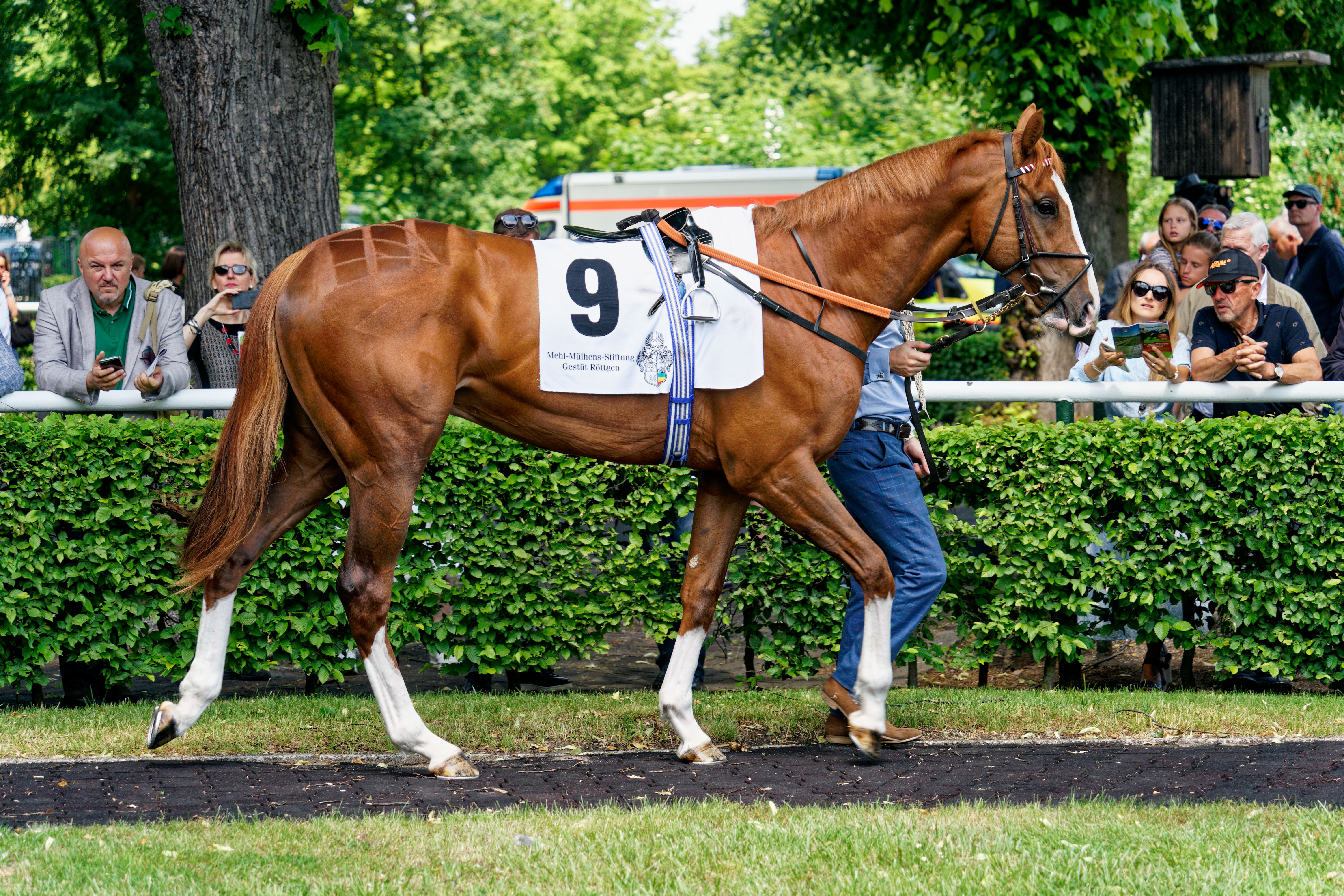
The Wizard Of Eye

Bilder vom Zieleinlauf:
Bilder von der Siegerehrung:

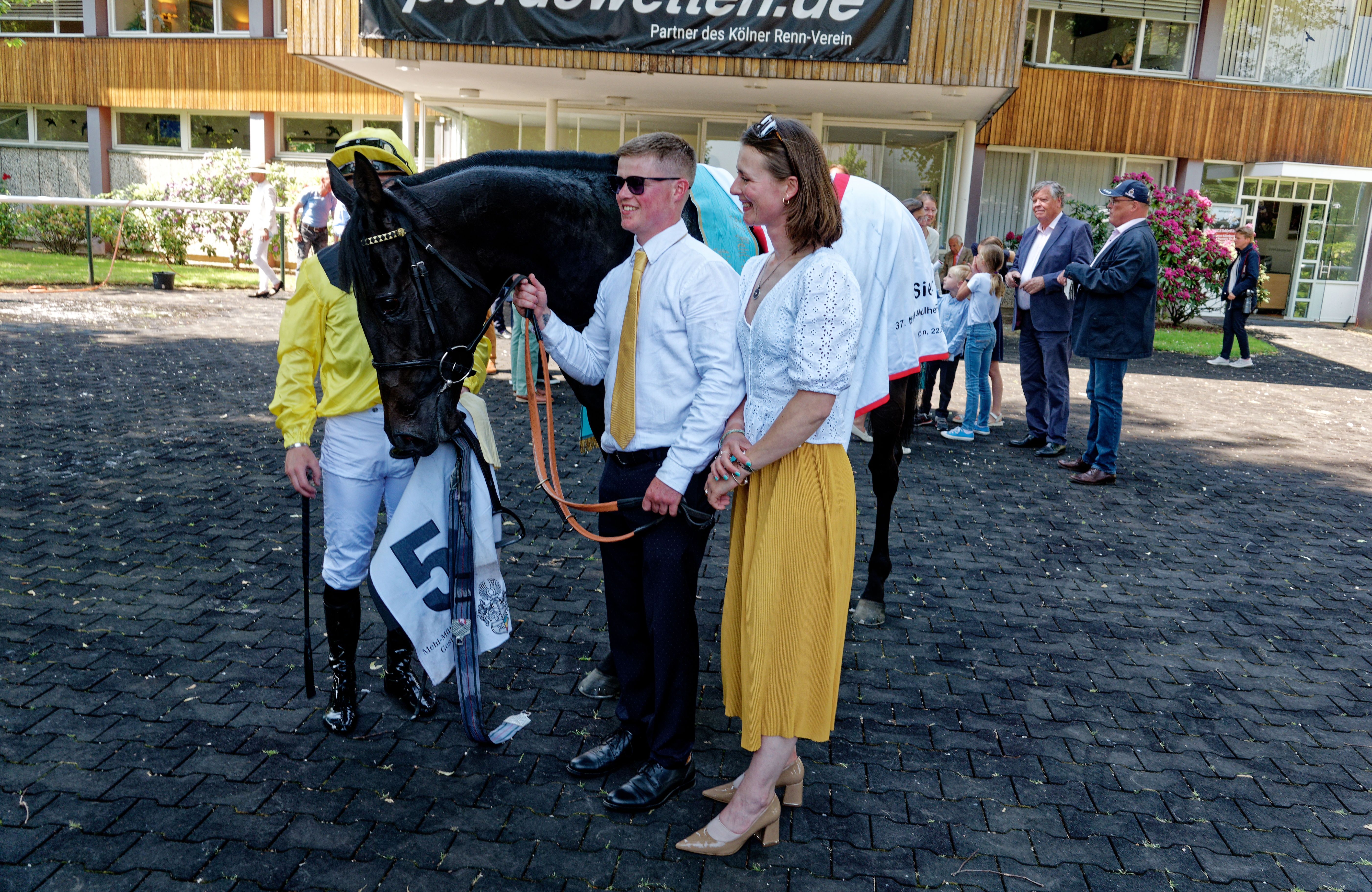
Siegerphoto im Absattelring
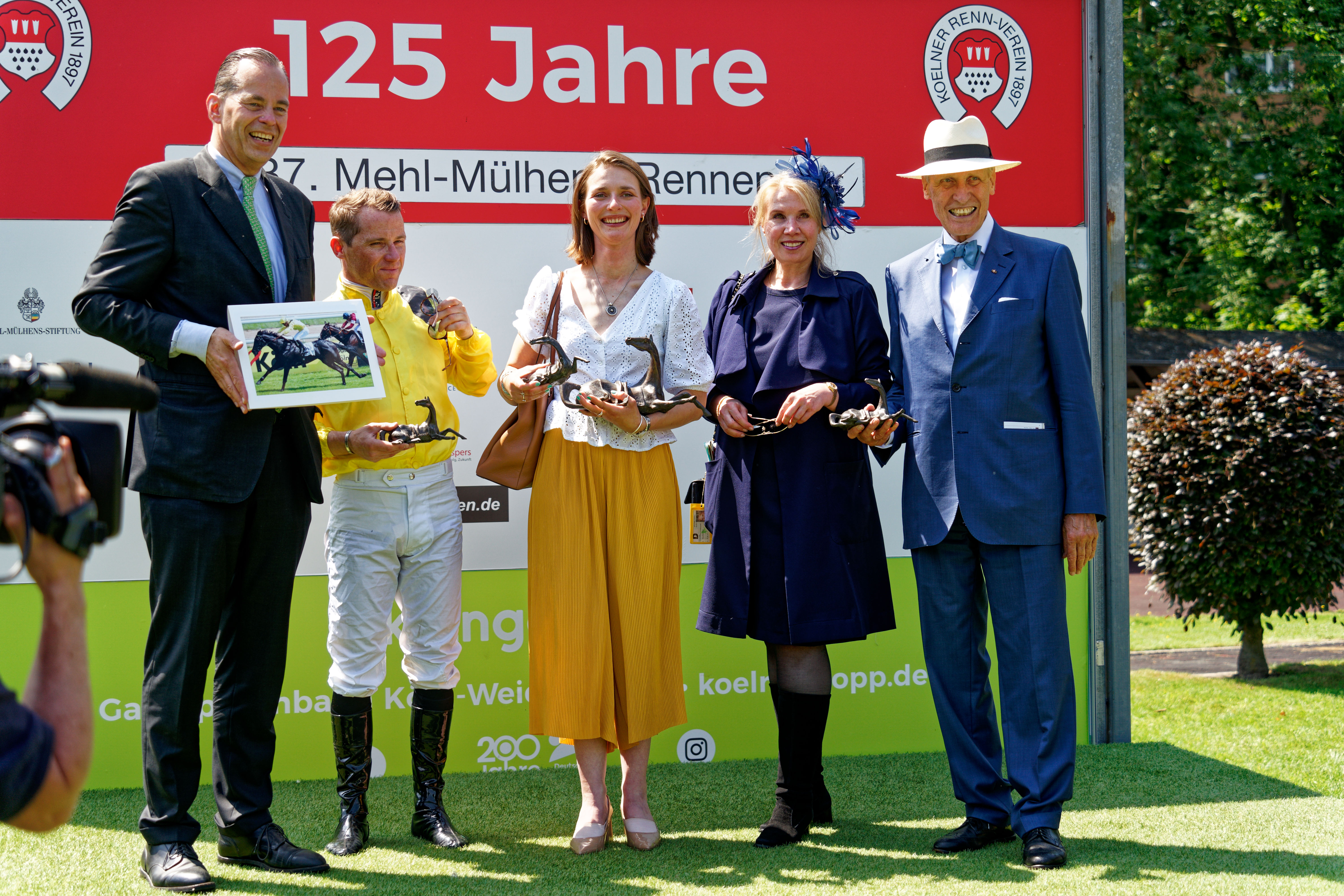
Siegerehrung
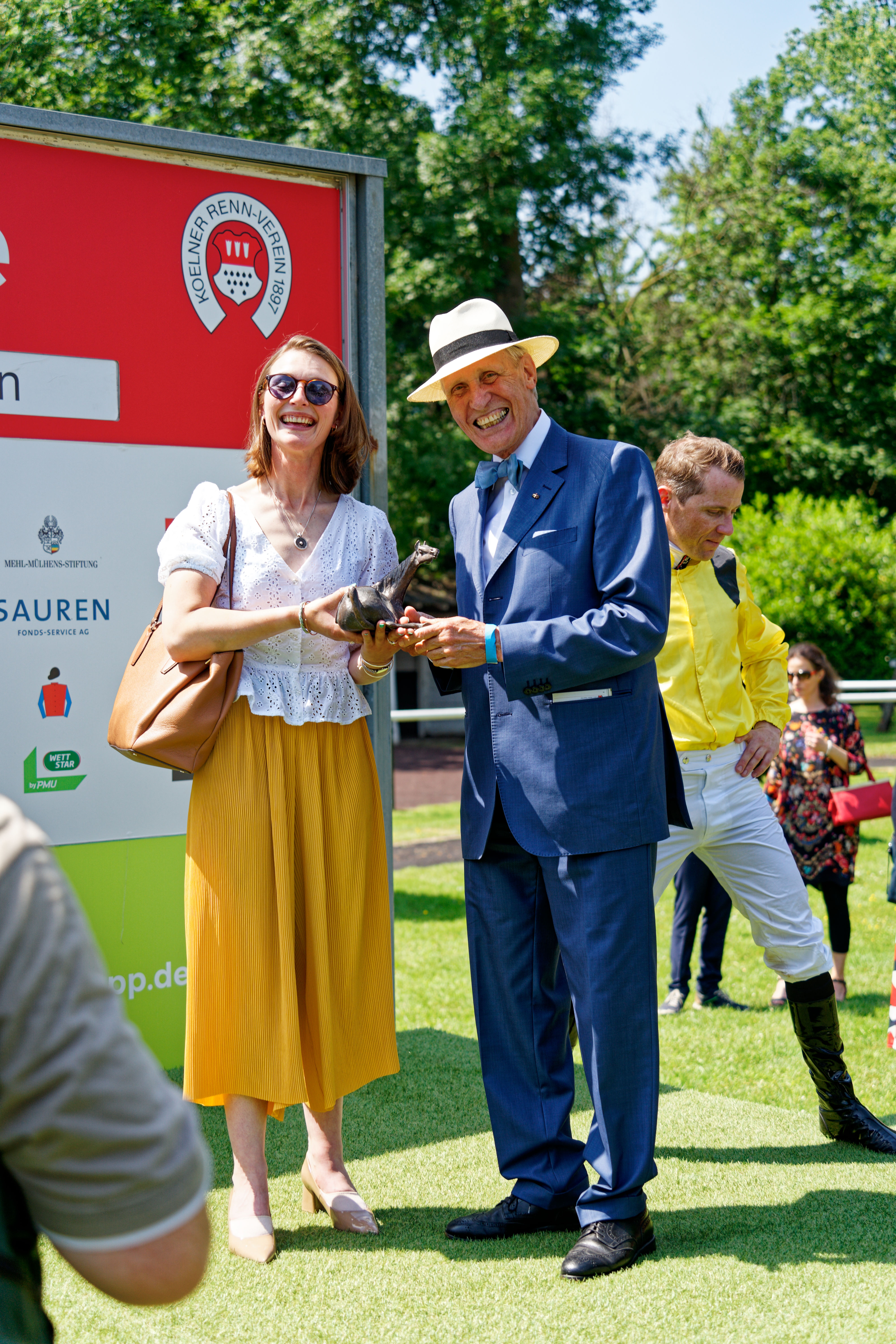
Günter Paul von der Mehl-Mülhens-Stiftung mit der Vertreterin des siegreichen Besitzers